# Limonáda

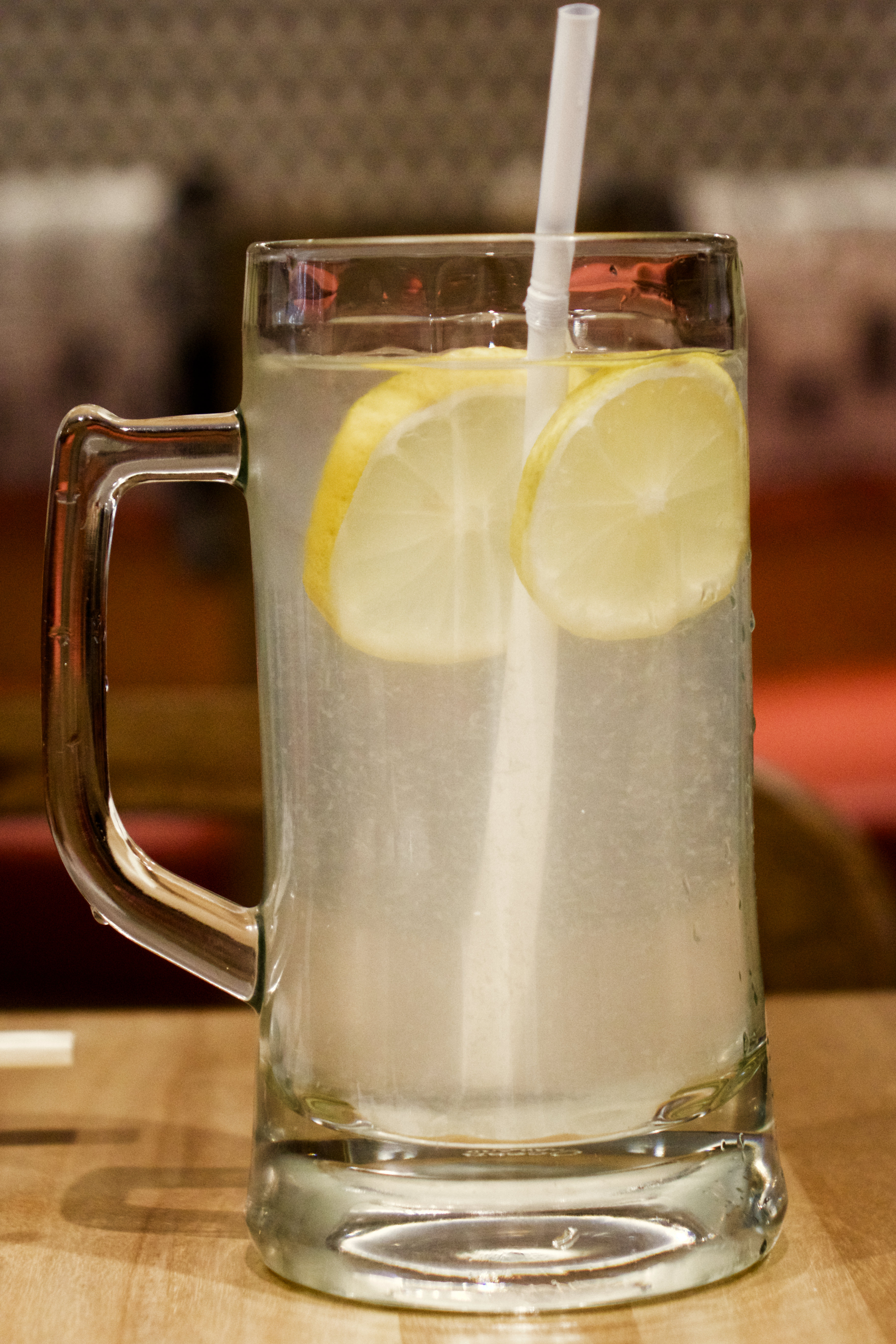
Pravá citronová limonáda

Limonáda (v českých zemích tradičně nazývaná také citronáda, oranžáda nebo malinovka, na Moravě sodovka) je nealkoholický osvěžující nápoj, vyrobený z citronové, pomerančové, malinové nebo jiné ovocné šťávy s cukrovým sirupem, nebo umělými sladidly a vodou. V průmyslové výrobě se od 20. století zpravidla nasycuje oxidem uhličitým a do obchodů se distribuuje v uzavřených značkových lahvích. Do restaurací je však řada limonád distribuována i v sudech.

## Historie

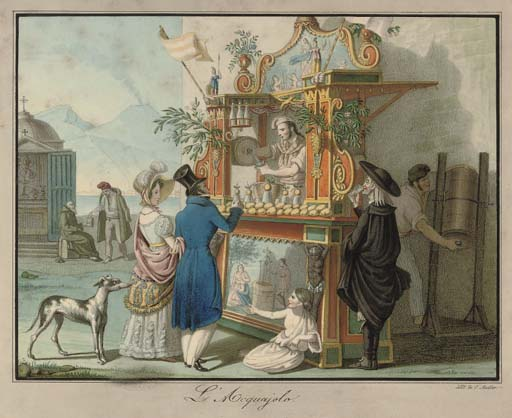
Italský prodavač citronády v Neapoli, kolem roku 1800

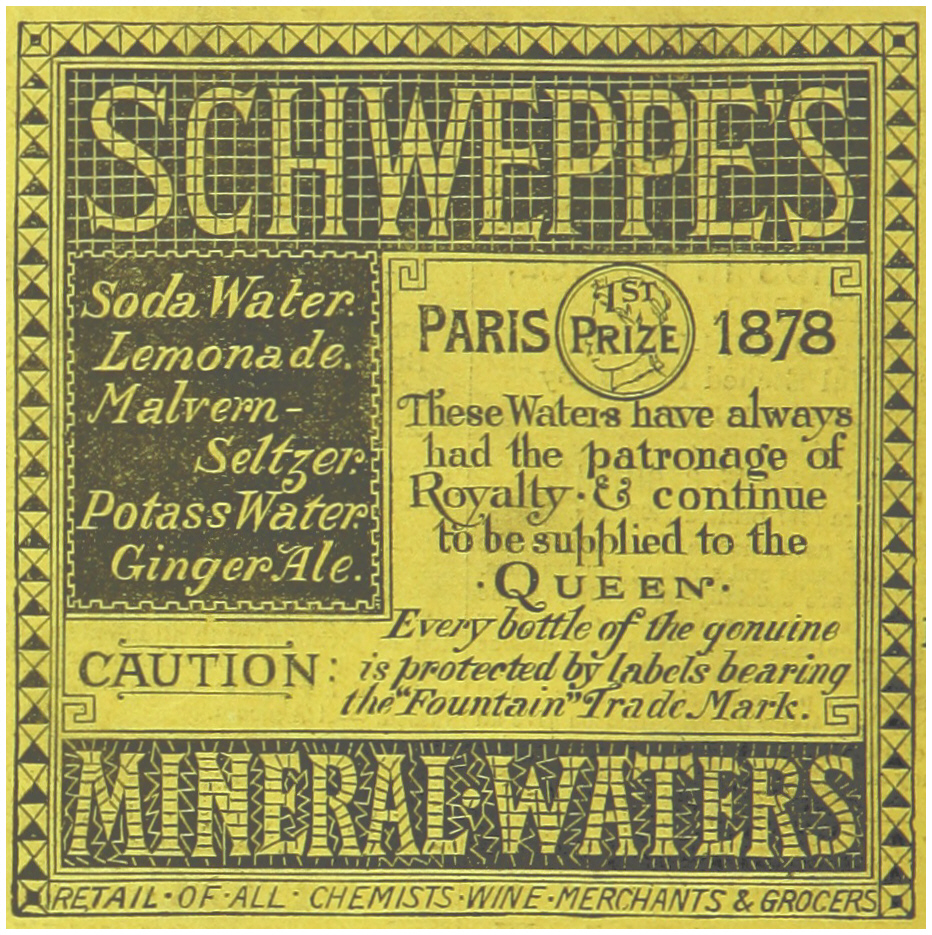
Reklama firmy SCHWEPPE'S z roku 1883

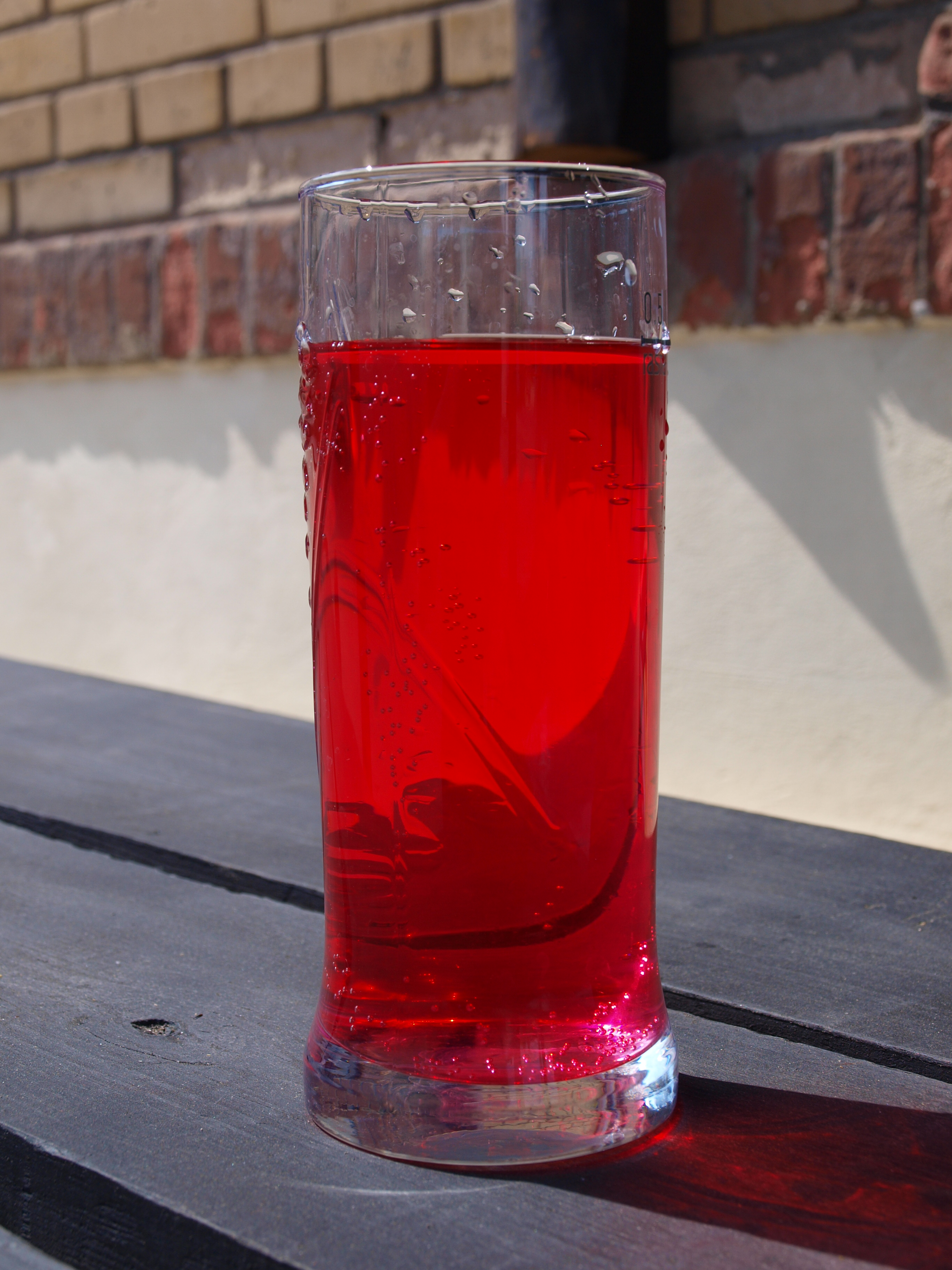
Červená limonáda

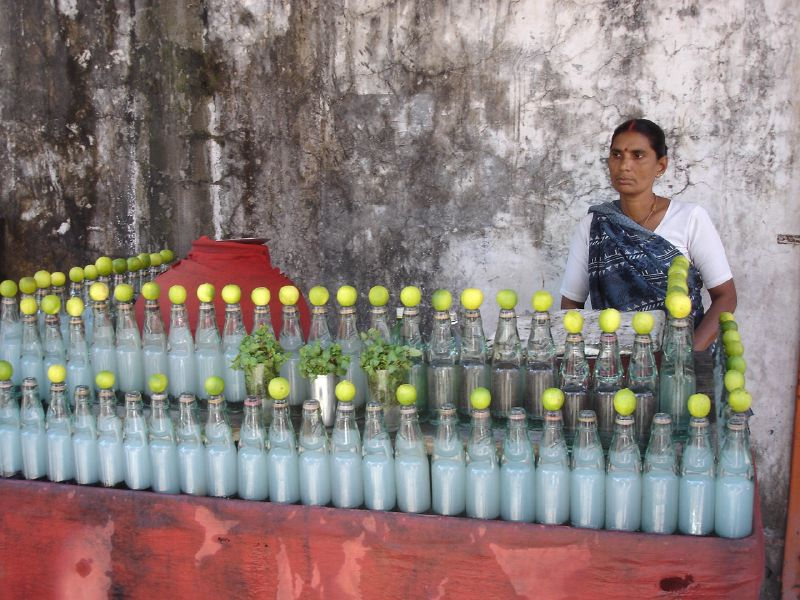
Prodavačka citronády v Rišikéši, Indie 2005

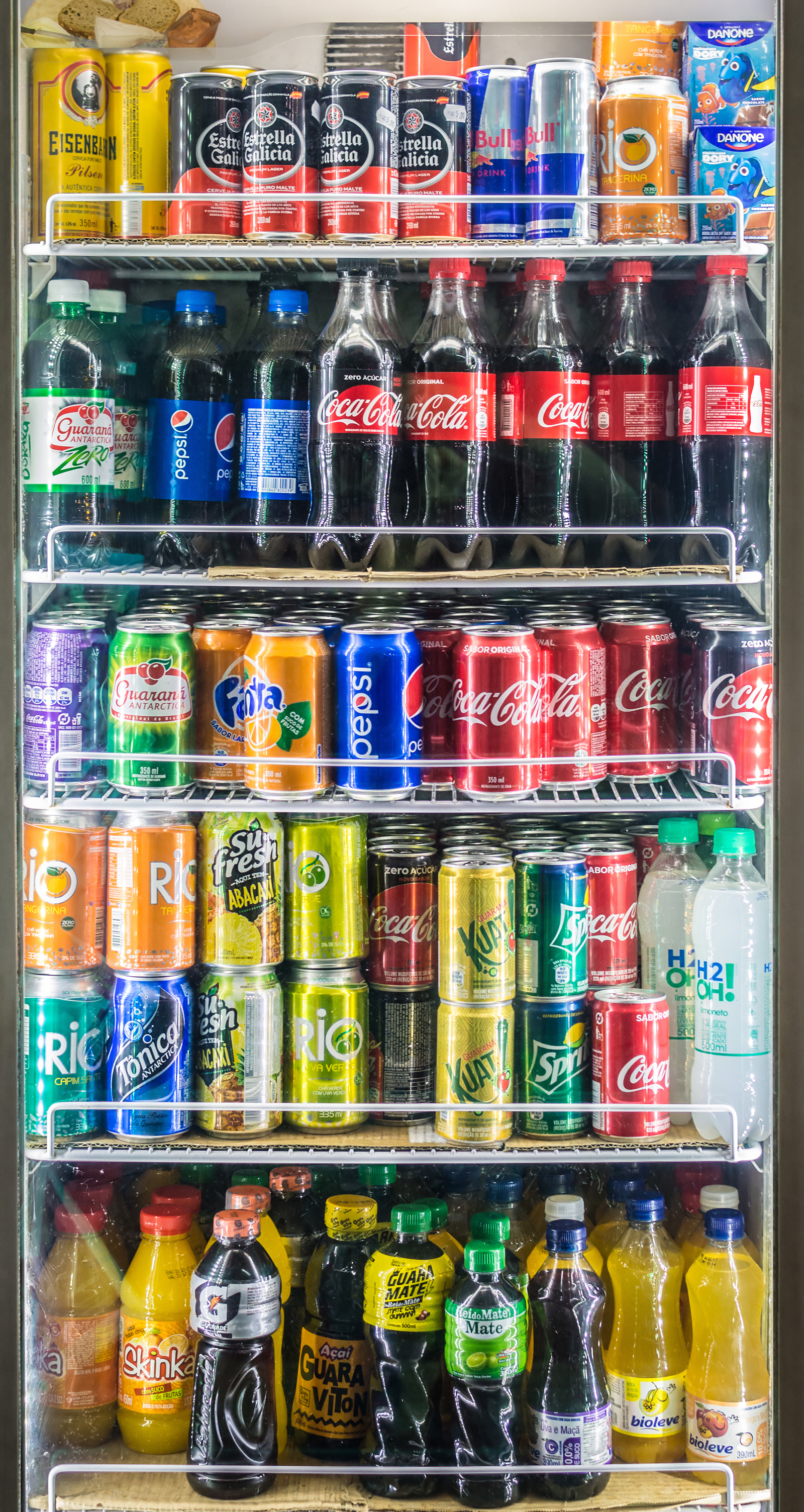
Společná nabídka chlazených limonád, džusů, ciderů a energy drinků

Původ pěstování citronů, pomerančů, granátových jablek a tamarindů a lisování jejich šťávy do limonád bývá spojován s arabskými zeměmi Blízkého Východu, s Indií a Himálajem. 
V Evropě se již v antickém Římě podával nápoj označený posca, do vody se přidávala lžíce octa nebo kyselého (i zkyslého) vína. Byl to běžný nápoj vojáků ve službě. Octová limonáda se rozšířila do mnoha zemí středověké a novověké Evropy, na českém venkově se dětem podávala ještě kolem poloviny 20. století, zpravidla s lžičkou cukru. 
Ze zemí Maghrebu, které byly francouzskými koloniemi, se šťávy exotického ovoce a nápoje z nich dostaly do Francie. Limonáda tam byla údajně poprvé připravena 20. srpna 1630 v Paříži. První sodovku podle vlastního patentu nabídl v roce 1770 nebo 1772 Angličan Joseph Priestley. První průmyslově vyráběná limonáda nesla značku Schweppe's a byla nabízena návštěvníkům první průmyslové výstavy v Londýně v roce 1851.

## Pojem
Termínem limonáda se označuje takový nealkoholický nápoj, který v České republice splňuje tyto státní potravinářské normy: podle vyhlášky č. 335/1997 Sb. smí mít nejvýše 0,5 % objemových jednotek ethanolu při teplotě 20 °C. Vyrábí se z pramenité nebo minerální vody (či sodové vody), nezávadnost jejichž zdrojů musí být pravidelně kontrolována, dále z ovocných šťáv, cukru, přírodních nebo syntetických sladidel, z umělých příchutí a barviv, jejichž technické označení a koncentrace musí být vyznačeny na obalu.

## Jazykové odlišnosti
Termín „limonáda“ je odvozen z francouzského výrazu limon pro citrón, v Čechách se jím od 50. let 20. století označují sycené nealkoholické nápoje s jakoukoliv ovocnou i jinou příchutí. Ve slovenštině se podobně univerzálním způsobem používá slovo „malinovka“. Na Moravě se pro ochucené ovocné sycené nápoje častěji než v Čechách používá slovo sodovka, zatímco sodová voda se v některých moravských regionech nazývá sifon.
V angličtině je oficiálním označením pro osvěžující studené nápoje sousloví „soft drink“, regionálně se používá i řada jiných názvů, jako „carbonated drink“, „cool drink“, „cold drink“, „fizzy drink“, „fizzy juice“, „lolly water“, „pop“, „seltzer“, „soda“, „coke“, „soda pop“, „tonic“, „lemonade“ nebo „mineral“. 
V mnoha jazycích speciální souhrnný název pro ovocné sycené nápoje není, resp. označují se pouze jako „nealkoholické nápoje“.

## Výrobci limonád
Mezi světové výrobce limonád patří:
- The Coca-Cola Company – Coca-Cola (od roku 1886), Fanta (1941), Sprite (1961), Kinley
- PepsiCo – Pepsi (1903), 7 Up (1929), Mirinda (1970)
- Schweppe´s
- Perrier

Na českém trhu:
- Kofola a. s. – Kofola (1960), Vinea (1974)
- Mattoni
- Korunní
- Hanácká kyselka a.s.
- Mezi menší dodavatele patří: BAŤOVKA 1897 s.r.o., Sodovkárna Kolín s.r.o. – KOLI (1886), ZON s.r.o. v Třebíči a další.

## Slazení
Většinou jde o slazený nápoj, protože obsahuje i cukr či glukózo-fruktózový sirup. Používá se i náhradní sladidlo, ale jeho použití nevede ke snížení tělesné váhy konzumenta, ani ke snížení negativních dopadů na zdraví, ani ke snížení zvýšené pravděpodobnosti předčasného úmrtí. Většina umělých sladidel je navíc předmětem sporu ohledně zdravotní nezávadnosti. Ovšem zavedení spotřební daně na slazené nápoje není tak efektivní (proti obezitě patrně nefunguje), jako kdyby se zavedla spotřební daň na dorty či cukrovinky. Ve vyspělých zemích již spotřeba slazených nápojů klesá.
Světoví výrobci limonád skrze sponzorování zdravotnických organizací ovlivňují spotřebu a tak i zdraví obyvatel. Konzumace slazených nápojů zvyšuje riziko úmrtnosti již od malých dávek úměrně zkonzumovanému počtu nápojů. Přispívají také ke vzniku obezity, vysokého krevního tlaku, cukrovky 2. typu a zubních kazů. Ovšem statistika obezity a energetický příjem spolu dostatečně nesouvisí. Mikroplasty, uvolňované například z PET lahví, mohou být obezogen. Stejně tak sycení limonády oxidem uhličitým, protože vede k produkci ghrelinu. Vzniku cukrovky 2. typu však může docházet více u uměle slazených nápojů než u cukrem slazených nápojů.